# 苏尔莫纳
苏尔莫纳（義大利語：Sulmona），是意大利阿奎拉省的一个市镇。总面积58.33平方公里，人口25217人，人口密度432.3人/平方公里（2009年）。ISTAT代码为066098。